# クロスゲージ
『クロスゲージ』（Most Wanted）は1997年のアメリカ合衆国の映画。

## ストーリー
ジェイムズ・ダン軍曹は、海軍殊勲章を授与された狙撃手。湾岸戦争時にスパイを暗殺する任務に付くが、狙撃対象が10歳の少年と知り上官に反発、もみ合いの末に射殺してしまう。正当防衛の主張もむなしく死刑を宣告されてしまうダンだが、死刑囚監房への移送の日、移送バスが襲撃され連れ去られる。
襲撃者はグラント・ケイシー中佐率いる極秘暗殺部隊ブラック・シープを名乗り、ダンに新しい隊員として加わるように迫る。初の任務でダンは技術情報を国外に漏洩している製薬会社社長を暗殺するように命じられるが、標的の隣にいた大統領夫人が何者かに射殺され、ダンは犯人として指名手配されてしまう。ケイシー中佐の正体はアダム・ウッドワード将軍。すべては大統領夫人を暗殺し、ダンに罪を被せる罠だった。現場をビデオ撮影していたヴィクトリア・コンスタンティーニ医師とダンは、ウッドワード将軍率いる第82空挺師団の追跡をかわして真実を明るみに出そうとする。

## キャスト
※括弧内は日本語吹き替え
- ジェイムズ・ダン軍曹 - キーネン・アイヴォリー・ウェイアンズ（山路和弘）
- アダム・ウッドワード将軍（グラント・ケイシー中佐） - ジョン・ヴォイト（堀勝之祐）
- ヴィクトリア・コンスタンティーニ 医師 - ジル・ヘネシー（山像かおり）
- ケニー・ラックミル - ポール・ソルヴィノ（江角英明）
- ドナルド・ビッカート - ロバート・カルプ（筈見純）

## ノミネート
- 第18回ゴールデンラズベリー賞
  - 最低助演男優賞 - ジョン・ヴォイト

## 備考
- ジョン・ヴォイトがウッドワード将軍として登場するときには星三つの階級章をつけており、中将の扮装に該当する。